# بيكو (أسطورة)

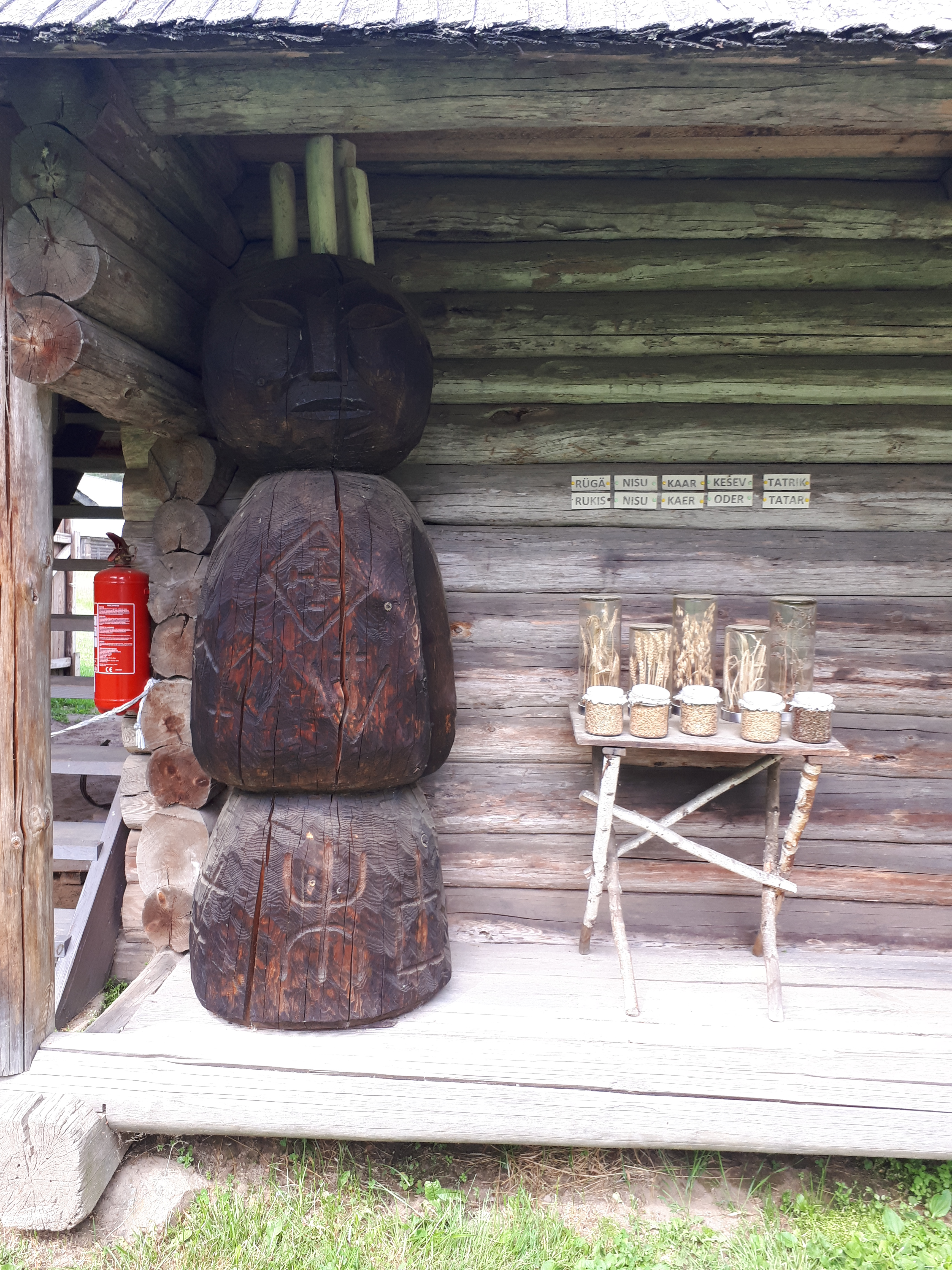
فيجورا بوغا بيكو، متحف مزرعة سيتو في فارسكا، إستونيا

بيكو (بالإنجليزية: Peko)‏ إله الشعير في الأساطير الفنلندية. وقد أعدوا له صورة من الشمع تحتفظ بها كل قرية لمدة عام. ويصنع في معبده نوع خاص من الجعة، وتقدم الصلوات إلى «بيكو» إلهنا، وراعي قطعانا، لكي «بعتني بجيادنا» ويحمي القمح من الثلوج ومن البرد!.
رب الحقول والقمح والشعير في أساطير فنلندا. وتنسب إليه أول صناعة بيرة. وقد تكون هناك رابطة بين هذا الرب وبين بيغفير الآيسلندي، خادم فریا Freya.